# Río Reconquista
Río Reconquista är ett vattendrag i Argentina.   Det ligger i provinsen Buenos Aires, i den centrala delen av landet, 30 km nordväst om huvudstaden Buenos Aires.
Omgivningen kring Río Reconquista är i huvudsak tätbebyggd och tätbefolkad, med 570 invånare per kvadratkilometer.